# Symbol solarny
Symbol solarny – jeden ze symboli związanych ze słońcem lub jego aspektami zawartymi w mitologiach.
| Rodzaj                       | Opis | Wygląd                     |
| ---------------------------- | --- | -------------------------- |
| Astronomiczny                | Symbol słońca używany w astronomii. | Astonomiczny symbol słońca |
| Krzyż słoneczny              | Koło z dwiema przeciętymi osiami to jeden z najstarszych symboli solarnych Indoeuropejczyków – powszechnie występujący u Celtów, ale którego motyw pojawiał się także u Słowian wschodnich.                                                                                                   | Krzyż słoneczny            |
| Swastyka                     | Znak zazwyczaj w kształcie równoramiennego krzyża, o ramionach zagiętych pod kątem prostym. Postać "prawoskrętna", naśladująca kształtem ramion ruch Słońca (widziany z półkuli północnej Ziemi), kojarzona jest najczęściej z kultami solarnymi, jako symbol ognia i Słońca (krąg promieni). | Swarga                     |
| Ślimacznica                  | Symbol w kształcie spirali, często potrójnej także jako forma triskelionu. | ŚLimacznica                |
| Rozeta, gwiazda heksapetalna | U Słowian symbol solarny, powszechnie stosowany jako element zdobniczy (m.in. w budownictwie). | Rozeta                     |